# Џими Степанов
Џими Степанов (Житиште, 15. фебруар 1959) немачки је ликовни уметник, најпознатији по раду на филмовима Бескрајна прича и Име руже и сликарско-стрипском циклусу „Нибелунзи“.

## Биографија
Рођен је у банатском насељу Житишту (немачки назив St. Georgen) у породици подунавских Немаца. Крштено име му је Фридрих Хијеронимус Фрајхер фон Унтерајнер (Friedrich Hieronymus Freiherr von Unterreiner).
Крајем седамдесетих преселио се у Минхен, где се бавио анимацијом, дизајном и графиком. Почео је да ради у филмској индустрији 1979. године, цртајући сторибордове, позадине и уметничке концепте за филмове. Радио је на око 60 већих филмова, међу којима су најзначајнији Бескрајна прича и Име руже.
Имао је око 40 самосталних сликарских изложби. Аутор је високо оцењеног епског стрипа и сликарског циклуса са преко 200 дела „Нибелунзи“.
Живи и ради у Минхену. Члан је Удружења стрипских уметника Србије.